# Winkelformule
Een winkelformule is de manier hoe een bepaalde winkel of winkelketen zijn producten aanbiedt aan de klant, de uiteindelijke consument.
De winkelformule bestaat uit drie onderdelen.
1. De doelgroep, een groep mensen met specifieke kenmerken, wensen en behoeften waar de winkel zich op richt. Deze groep mensen vertegenwoordigt het marktsegment, het gedeelte van de markt waarop gemikt wordt.
2. De marktpositie, een winkel die zich hoog in de markt positioneert (plaatst), voegt extra diensten (zoals advies, service, en winkelsfeer) toe aan de artikelen; klanten zijn bereid daarvoor meer te betalen.
3. De marketingmix, de samenstelling van product, prijs, plaats, promotie, presentatie en personeel.

## Marketingmix
Deze bestaat uit de zes P's:
1. Productbeleid, welk assortiment wordt er gevoerd? (welke branche, welke (bij)producten, welke merken, welke leveranciers etcetera)
2. Personeelsbeleid, wat zijn de personeelseisen? (opleidings- en kenniseisen, hoeveel personeelsleden, hoe ziet het organogram er uit etcetera)
3. Plaatsbeleid, wat zijn de vestigingseisen? (huur of kopen, groot of klein, eigen parkeergelegenheid, centrum of industrieterrein enzovoort)
4. Prijsbeleid, wat voor prijs wordt er gevoerd? (discountformule (afgeprijsd) of juist grote service en hoge prijzen?)
5. Presentatiebeleid, hoe worden de artikelen gepresenteerd? (gebruikmaken van een etalage, gebruik van aanbiedingsborden, strak of losjes ingedeeld)
6. Promotiebeleid, hoe de doelgroep te bereiken? Hoe bekend te worden ("bekendheid creëren").